# Luke Recker
Lucas Andrew Recker, detto Luke (Lima, 17 giugno 1978), è un ex cestista statunitense, professionista negli Stati Uniti, in Italia e in Spagna.

## Carriera
A livello universitario iniziò a frequentare l'Indiana University, ma nel 1999 si trasferì presso l'Università dell'Arizona: qui non poté tuttavia scendere in campo a causa degli effetti di un incidente automobilistico. Dal 2000 al 2002 concluse gli studi alla University of Iowa.
Non venne chiamato al draft NBA 2002. Dopo la Summer League i Miami Heat lo firmarono come free agent, salvo poi rilasciarlo ad ottobre senza mai averlo schierato in partite NBA. A dicembre si trasferì agli Asheville Altitude, nella lega di sviluppo NBDL.
Nel 2003 eseguì un provino con la Benetton Treviso ma successivamente volò al Roseto Basket, formazione impegnata nella Serie A italiana in cui realizzò 17,2 punti di media a gara. La stagione 2004-05 venne parzialmente disputata in Spagna al Girona.
Ritornò a giocare in Serie A in occasione del campionato 2005-06 quando fu ingaggiato dal Basket Livorno, contribuendo con un apporto medio pari a 14,3 punti a partita. Chiuse la carriera professionistica dopo tre annate trascorse nella Liga ACB con la maglia del Bilbao Berri, partecipando anche all'Eurocup nel suo ultimo anno di permanenza presso il club basco.

## Palmarès
- McDonald's All-American Game (1997)